# Ciríac i Paula
Ciríac i Paula (Urusi, Tunísia, segle iii - Temetra, Tunísia, o Màlaga, 300-305) foren dos germans cristians, màrtirs durant les persecucions de Dioclecià. Foren morts a Temetra (Tunísia) o, segons altres versions, a Màlaga, d'on en són els patrons. Són venerats com a sants a tota la cristiandat, el 18 de juny.

## Hagiografia
No hi ha notícies precises de la seva vida, i ni tan sols l'existència n'és segura. Segons una Passio molt tardana, conservada en un santoral hispànic del segle x, Ciríac (o Siríac) i Paula eren dos germans de la civitas Urcitana, probablement Urusi (Africa Proconsularis), avui Henchir-Sougda (Tunísia). Durant la persecució de Dioclecià foren denunciats com a cristians al governador i, en no voler abjurar i sacrificar als déus pagans, foren condemnats a mort. Portats a Tremeta (potser Themetra, a l'actual Chott Meriam, al golf de Hammamet), foren lligats a dues palmeres i lapidats.
El Martirologi de Jeroni, segurament per una mala lectura de Themetra, en situa el martiri a Thomi, el 18 i el 20 de juny. També cita Ciríac sol, el 16 i 21 de juny, com a «màrtir a Àfrica» (que era el nom de l'actual Tunísia).

## Vinculació a Màlaga
El culte a Ciríac i Paula arribà al sud d'Hispània i arrelà especialment a Malaca, l'actual Màlaga. Això provocà que martirologis posteriors localitzin la vida dels dos màrtirs a Màlaga. El primer que ho fa és Usuard, que al segle ix cita els dos sants com a màrtirs morts lapidats a Màlaga, amb la mateixa llegenda que els africans. Els santorals posteriors en reprodueixen la dada. El cardenal Francisco Antonio Lorenzana trobà al segle xviii un himnari mossàrab on hi havia un himne dedicat als sants màrtirs Ciríac i Paula, potser basat en les actes del martiri perdudes.
Alguns santorals, confonent la menció a Cartago de les fonts antigues i la vinculació hispànica, els citen com a màrtirs a Cartagena. Al començament del segle xvii i a partir de la publicació dels falsos cronicons i l'obra de Jerónimo Román de la Higuera, la tradició de l'origen malacità dels màrtirs es consolidà, fent que la majoria de santorals espanyols n'oblidessin l'origen africà.
La tradició de Màlaga diu que els dos joves eren membres de la comunitat cristiana, deixebles del bisbe Patrici de Màlaga. Durant la persecució contra els cristians foren detinguts i comminats a abjurar de la seva fe. Davant la negativa, foren torturats i condemnats a mort: lligats a sengles arbres, foren lapidats fins a la mort, un 18 de juny d'entre 300 i 305.
Com a la versió africana, també en aquesta una forta pluja impedí que els cossos fossin cremats; recollits pels cristians, foren sebollits i venerats, tot i que se'n perdé la memòria del lloc.

## Veneració

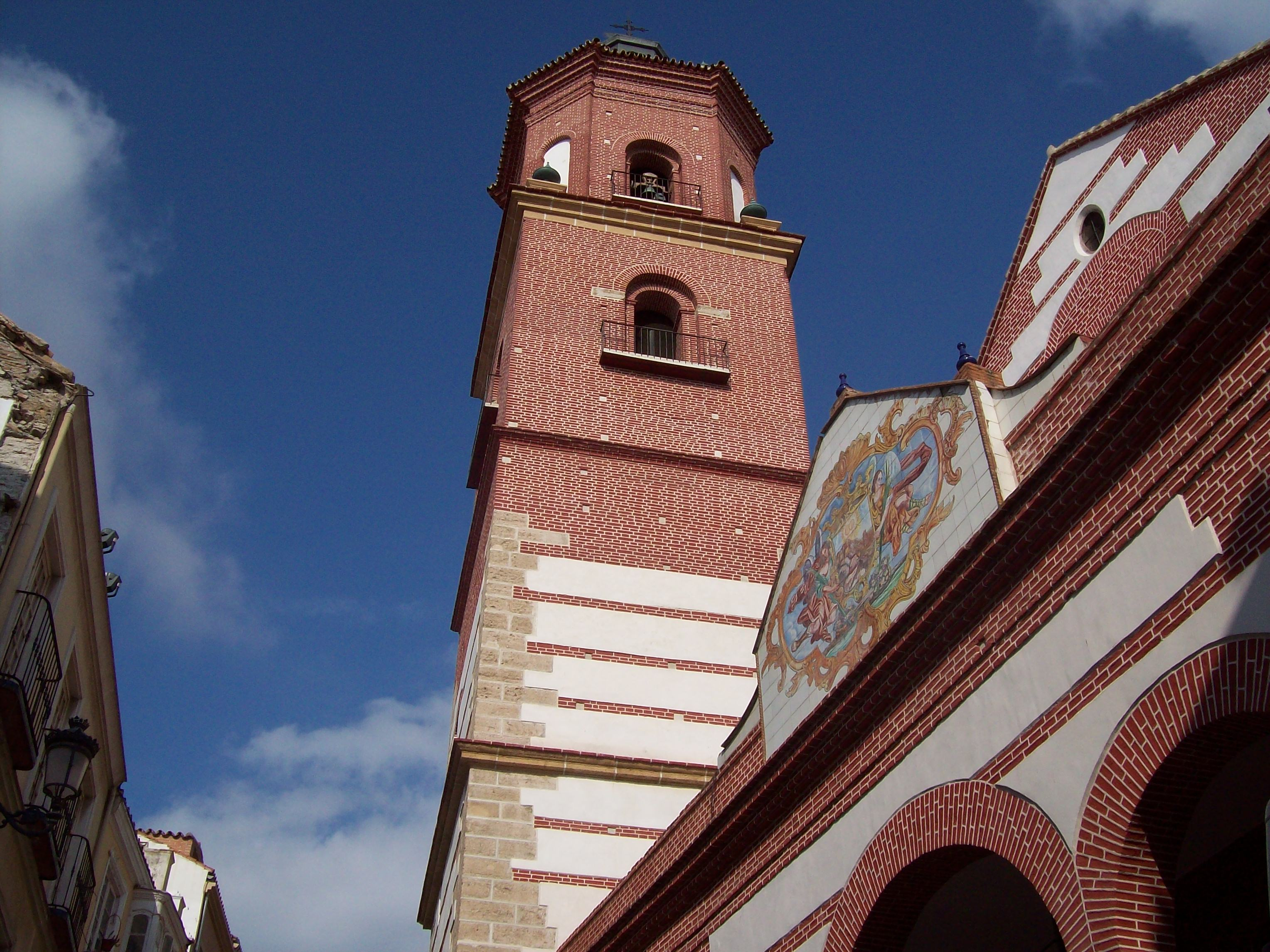
Església dels Sants Màrtirs de Màlaga.

La invasió musulmana limità la difusió del culte, que els cristians expulsats portaren al nord d'Àfrica. Segons una llegenda, durant la preparació de la conquesta de la ciutat, un monjo jerònim comunicà a Còrdova als Reis Catòlics que havia tingut un somni premonitori, segons el qual podrien conquerir Màlaga si es comprometien a bastir-hi una església dedicada als màrtirs Ciríac i Paula. Els reis prengueren la ciutat el 19 d'agost de 1487 i dedicaren als sants una de les quatre parròquies fundacionals, la dels Santos Mártires, i els designaren, en 1490, sants patrons de Màlaga, fent-los constar a l'escut d'armes en 1494.
Segons una versió més probable, un cop conquerida la ciutat, el papa Innocenci VIII els escrigué per felicitar-los i els notificà que a aquella ciutat havien patit martiri els joves Ciríac i Paula; els repobladors decidiren llavors nomenar-los-en patrons.
No se sap el lloc on foren sebollits els cossos. La tradició en situava la tomba prop de la ciutat, vora el riu Guadalmedina, en el lloc anomenat Martiricos. Altres fonts diuen que fou prop de l'Arroyo de los Ángeles, prop d'un convent franciscà.